# 줄기세포 노화
줄기세포는 배아 또는 성체 있는 미분화 세포로 자가 복제 능력 (self renewal)이 있으며 여러 종류의 조직으로 분화할 수 있다. 줄기세포의 종류로는 크게 수정란 유래 세포로 전분화능 (pluripotenty)을 갖는 배아줄기세포와 각 조직에 소량으로 존재하여 조직 특이적이고, 다분화능 (multipotenty)를 갖는 성체줄기세포가 있다. 성체 줄기 세포는 조직의 구조 및 기능, 항상성 유지에 꼭 필요한 세포이다. 하지만 개체의 노화가 진행되면서 줄기세포의 기능이 저하되어 조직의 항상성과 회복능력이 저하될 수 있다. 이는 조직 기능 저하와 암 (cancer)과 같은 노화 관련 질환으로 이어질 수 있다. 노화 과정에서 줄기세포의 내재적인 요소와 외재적인 요소로 인해 줄기세포의 기능이 상실될 수 있다. 내재적인 요소로는 유독한 대사산물인 활성산소, DNA 손상,단백질 항상성 변화, 기능을 못하는 미토콘드리아 등이 있고, 외재적 요소로는 줄기세포 적소 (stem cell niche)의 변화, 염증성 물질의 영향 등이 있다. 줄기세포의 노화와 관련된 분자적 메커니즘에 대한 이해를 높인다면 이를 노화를 개선할 수 있는 타겟으로 활용할 수 있고, 이는 노화 관련 질환을 방지하여 건강수명 연장으로 이어질 수 있다.

## 줄기세포 내 노화 유발 요소

### 내재적 요소

#### 활성 산소
활성 산소는 정상적인 대사로 인해 발생하는데 특히, 미토콘드리아의 산화적 인산화 과정에서 주로 발생한다. 뿐만 아니라 외부 자극에 의해 활성 산소가 발생할 수 있고 이는 세포에 신호를 전달하는 역할을 할 수 있다. 이렇게 활성 산소는 세포 신호전달에 관여하여 세포의 성장, 사멸 등에 관여하고, 세포의 상태를 조절하기도 하지만 그 양이 과해질 경우 세포와 조직이 손상 된다. 이 손상이 지속되면 노화가 촉진되고 세포의 DNA를 변형시켜 암으로 이어질 수 있다. 세포의 미토콘드리아는 노화 할수록 기능이 저하되고 손상이 쌓이면 활성 산소가 축적되게 되며, 이는 줄기세포의 기능 저하 또는 사멸을 유도할 수 있다.

#### DNA 손상
유전체 불안정성은 노화의 특징 중 하나이다. 유전체 불안정성은 DNA 손상의 축적과 DNA 손상 복구 과정의 감소로 발생할 수 있다. 성체줄기세포는 오랜 기간 세포 주기가 가역적으로 멈추어 있는 상태인 정지상태 (quiescence)로 존재하고 상처와 같은 자극이 왔을 때 빠르게 활성화된다. 줄기세포는 정지상태에서 세포 분열 과정에서 발생할 수 있는 DNA 손상의 위험으로부터 벗어날 수 있지만 DNA 손상 복구에 필요한 단백질의 발현이 낮아 DNA 복구 과정이 효율적으로 일어나지 않는다. 그렇기 때문에 DNA 손상이 축적되고 한계점을 넘으면 줄기 세포의 기능에 문제가 생기는 것일 수 있다. 하지만 DNA 손상이 축적되는 메커니즘에 대한 것은 연구가 더 필요하다. 이뿐만 아니라 노화와 관련하여 DNA 손상 신호가 잘 해소되지 않는다. 대표적인 손상된 DNA 마커인 γH2AX는 노화된 조혈모세포와 근육 줄기세포의 핵에서 그 수가 증가되어있으며 노화된 세포에서 γH2AX를 인지하여 탈인산화 시키는 탈인산화효소 (PP4c)가 제자리에서 작용하지 않아 DNA 손상 신호가 지속되게 된다.

#### 단백질 항상성 불균형
유전체의 안정성 뿐만 아니라 단백체도 줄기세포의 생존과 기능에 매우 중요하다. 단백질 항상성 (proteostasis)은 단백질의 합성, 접힘 (folding), 회전율 (turnover)의 균형 유지하는 과정이다. 단백질 항상성이 무너지면 단백질 접힘에 문제가 생기고 유독한 응집이 발생되어 손상된 단백질이 축적된다. 이는 세포 손상과 조직의 기능 장애를 일으킬 수 있다.  많은 신경퇴행성 질환 (알츠하이며, 파킨슨 병 등)은 잘못 접혀진 (misfolding) 단백질과 관련되어있으며 이러한 질병의 주된 위험 요소 중 하나는 노화이다. 이는 노화된 세포가 잘못 접혀진 단백질의 형성과 축적이 더 잘 일어날 수 있다는 것을 시사한다. 단백질 항상성은 오토파지 (autophagy), 단백질 분해 과정인 유비퀴틴 프로테아좀 시스템 (ubiquitin proteasome system), 비접힘 단백질 반응 (unfolded protein response)에 의해 조절된다. 하지만 노화가 진행되면서 이 과정이 정상적으로 이루어지지 않아 잘못 접혀진 단백질이 축적되고 이로 인한 세포 내 스트레스가 증가한다. 이는 줄기세포의 재생 능력에 영향을 줄 수 있다.

#### 미토콘드리아 기능 장애
줄기세포는 일생의 대부분의 시간을 정지 상태로 존재하여 물질대사의 필요성이 상대적으로 적다. 하지만 노화의 특징 중 하나인 미토콘드리아 기능 감소가 줄기세포의 기능에 영향을 끼칠 수 있다. 미토콘드리아는 세포에서 에너지를 생산하는 기관이며 자체적인 유전자를 가지고 있다. 인위적으로 미토콘드리아의 기능을 저해하면 조혈모세포가 노화 표현형을 나타낸다 . 그리고 라파마이신 (rapamycin)과 같은 항산화제를 처리하면 미토콘드리아 관련 노화 현상이 개선된다. 노화에 따른 미토콘드리아 기능 저하는 미토콘드리아 DNA의 돌연변이에 의한 것이고, 이는 미토콘드리아에서 주로 생산되는 활성 산소에 의한 것이라는 보고가 있다. 또한 미토콘드리아 DNA 복제 시 발생하는 오류로 돌연변이가 발생할 수 있다. 미토콘드리아 DNA 복제 외에도 노화에 따른 세포 물질대사의 변화로 인해 에너지 항상성이 영향을 받아 미토콘드리아의 기능이 저하될 수 있다.

### 외재적 요소

#### 줄기세포 적소 (stem cell niche)
줄기세포는 적소 (niche)라고 불리는 특정 미세환경 (microenvironment)에 존재한다. 이 적소는 줄기세포의 기능과 유지를 돕는 역할을 한다. 적소에 존재하는 줄기세포가 아닌 세포들이 노화되거나 적소에 있는 물질들의 변화로 인해 줄기세포의 기능이 저하될 수 있다. 일례로, 초파리의 난소와 고환에서 각각 생식세포계열 줄기 세포 (germline stem cells)을 돕는 역할을 하는 cap cells과 hub cells의 수가 노화가 진행될수록 감소한다.

##### 혈액 인자 (blood factor)
줄기세포가 존재하는 특정 지역뿐만 아니라, 혈액을 타고 전신을 돌아다닐 수 있는 혈액 인자도 조직 줄기세포의 기능에 영향을 끼칠 수 있다. 일례로, 노화된 쥐의 근육에 전환성장인자 베타 (transforming growth factor (TGF)-β)가 축적되어 근육 줄기세포의 증식과 재생을 방해한다. 이러한 염증성 물질이 만성적으로 지속되면 노화 관련 기능 저하로 이어질 수 있다. 